# Falmark (norra delen)
Falmark (norra delen) var före 2015 en av SCB avgränsad och namnsatt småort i norra delen av Falmark i Skellefteå kommun. Vid 2010 års avgränsning upplöstes den.
| Befolkningsutvecklingen i Falmark S8831 (nordliga) 1995–2010 | Befolkningsutvecklingen i Falmark S8831 (nordliga) 1995–2010 | Befolkningsutvecklingen i Falmark S8831 (nordliga) 1995–2010 | Befolkningsutvecklingen i Falmark S8831 (nordliga) 1995–2010 | Befolkningsutvecklingen i Falmark S8831 (nordliga) 1995–2010 |
| ------------------------------------------------------------ | ------------------------------------------------------------ | ------------------------------------------------------------ | ------------------------------------------------------------ | ------------------------------------------------------------ |
|                                                              |                                                              |                                                              |                                                              |                                                              |
| År                                                           |                                                              |                                                              | Folkmängd                                                    | Areal (ha)                                                   |
| 1995                                                         | 1995                                                         |                                                              | 70                                                           | 17#                                                          |
| 2000                                                         | 2000                                                         |                                                              | 70                                                           | 17#                                                          |
| 2005                                                         | 2005                                                         |                                                              | 61                                                           | 19#                                                          |
| 2010                                                         | 2010                                                         |                                                              | 55                                                           | 19#                                                          |
| Anm.: Ej småort 2015. # Som småort.                          |                                                              |                                                              |                                                              |                                                              |